# Nervo peitoral medial
O nervo peitoral medial (torácico anterior medial) surge do fascículo medial (às vezes diretamente da divisão anterior da parte inferior) do plexo braquial e através dele pela oitava vértebra cervical e primeira vértebra torácica. Ele passa atrás da primeira parte da artéria axilar, curva-se adiante entre a artéria axilar e a veia e se une em frente da artéria com um filamento do nervo lateral. Ele então entra na superfície profunda do músculo peitoral menor, onde se divide em vários ramos que abastecem o músculo.
Dois ou três ramos perfuram o músculo e acabam na cabeça esternocostal do músculo peitoral maior. O nervo peitoral medial perfura ambos o peitoral menor e a cabeça esternocostal do peitoral maior. O nervo peitoral lateral perfura apenas a cabeça clavicular do peitoral maior.

## Imagens adicionais

Plexo braquial
Plexo braquial mostrando o curso dos nervos espinhais